# Araeopteron amoena
Araeopteron amoena är en fjärilsart som beskrevs av Inoue 1958. Araeopteron amoena ingår i släktet Araeopteron och familjen nattflyn. Inga underarter finns listade i Catalogue of Life.